# Джово
Джо̀во (на италиански: Giovo, на местен диалект: Giòf, Джоф) е малко градче и община в Северна Италия, автономна провинция Тренто, автономен регион Трентино-Южен Тирол. Разположено е на 481 m надморска височина. Населението на общината е 2519 души (към 2015 г.).